# جوسيب سولير (رئيس برشلونة)
جوسيب سولير (رئيس برشلونة) هو مدير تنفيذي سابق في نادي برشلونة الإسباني، كان الرئيس الخامس لنادي برشلونة، وكذلك الرئيس الثالث لاتحاد كرة القدم الكاتالوني في عامي 1905 و1906، وشغل منصب مدير لكرة السلة واليد ومراكز تدريب النادي في العالم.

## مسيرته
انتُخب جوسيب سولير رئيسًا خامسًا لنادي برشلونة في 6 أكتوبر 1905 في جمعية، وهو أمر شائع في النادي في بداية القرن العشرين، وبذلك حل محل آرثر ويتي، استمرت ولايته عامًا فقط، ثم انتهت في 6 أكتوبر 1906، اتسمت رئاسته بصعوبات من كافة الأنواع، بما في ذلك أزمة اجتماعية بسبب قلة النشاط داخل الكيان وتراجع الأعضاء حيث أنه في وقت ما وصل عددهم إلى 198 فقط، بالإضافة إلى أزمة اقتصادية ورياضية، بما في ذلك الهزيمة سيئة السمعة 10-1 أمام أتلتيك بلباو في 15 أبريل 1906. علاوة على ذلك لم يكن الاتحاد الكاتالوني لكرة القدم في ذلك الوقت داعمًا تمامًا لنادي برشلونة، الأمر الذي أدى في موسم 1905–06 إلى فضيحة كبرى، على الرغم من فوزه في كل المباريات، تم تجريد برشلونة من لقب كأس كوبا سالود لأنه في المباراة الحاسمة، فاز 3-1 على نادي إكس سبورتنج، وتم تقديم استئناف ضد برشلونة لأنهم لم يكونوا يرتدون الزي الرسمي، وحظي هذا الاحتجاج الغاضب بدعم الاتحاد الذي أمر بإعادة المباراة، رفض نادي برشلونة اللعب، وبالتالي تم إعلان X تلقائيًا بطلاً للبطولة. في 16 أكتوبر 1906، تم استبداله بجولي ماريال، الذي انتخب رئيسًا سادسًا لنادي برشلونة من قبل جمعية الأعضاء، ومثل سولير تمامًا، فشل في النهاية في قيادة النادي بنجاح خلال هذه الأوقات الصعبة على المستويين الاجتماعي والرياضي.
سولير هو الرئيس الوحيد لبرشلونة الذي لا يزال يكتنفه الغموض طوال تاريخه المؤي، على الرغم من رئاسته، لا يُعرف سوى القليل عن حياته، ومن المتوقع أنه بالإضافة إلى كونه رئيسًا كان لاعبًا، حيث كان النادي في ذلك الوقت عبارة عن مجموعة من الأصدقاء وينتمي اللاعبون أيضًا إلى مجلس الإدارة، في ذلك الوقت، كان هناك اثنان من سوليرز في الفريق، جوان سولير حارس مرمى برشلونة، وجوسيب ماريا سولير مدافع، مما دفع الكثيرين إلى الاعتقاد بأن هذا المدافع والرئيس ربما كانا نفس الشخص، لكن المركز نفى هذه الفرضية.
في يونيو 2011، اكتشف مركز التوثيق والدراسات التابع لنادي برشلونة خطأ في صورة سولير في معرض الصور لرؤساء النادي، حيث تم التعرف في الواقع على الرجل الموجود في الصورة على أنه صورة لمانويل سوليه، مدير الصالة الرياضية الذي حمل اسمه، تأسس نادي برشلونة عام 1899، واعترف كارليس سانتاكانا، مدير مركز التوثيق والدراسات في نادي برشلونة، بوجود فجوة توثيقية في أرشيف النادي، ولذلك، أطلق النادي في 24 يونيو 2011، نداءً عامًا للحصول على صورة للرئيس سولير، لأنه هو الوحيد الذي لا يملك واحدًا، مما أكسبه لقب الرئيس عديم الوجه، حث سانتاكانا Culés على التحقيق في ذكرياتهم من أجل العثور على وجه سولير، حتى اليوم، لم يتمكن أحد من العثور على صورة لجي. سولير. وبعد هذا الاكتشاف، قام النادي على الفور بإزالة الصورة المغلوطة من موقعه الإلكتروني ومن المتحف أيضًا. ورغم أن رئاسته اتسمت بأزمة اجتماعية ورياضية، أكد سانتاكانا أنه لولاه بالتأكيد لم يكن ليأتي التالي.